# Liesbeth van Ginneken
Elisabeth Catharina Hendrika (Liesbeth van) Ginneken (Roosendaal, 18 april 1966 - 3 juni 2019) was een Belgisch/Nederlands beeldend kunstenares, werkzaam als schilder en tekenaar.

## Leven en werk
Van Ginneken studeerde mens en communicatie aan de Design Academy Eindhoven van 1984 tot 1986, en monumentale vormgeving aan de Koninklijke Academie voor Kunst en Vormgeving in Den Bosch van 1986 tot 1990.
Na haar afstuderen vestigde ze zich als beeldend kunstenaar in Rotterdam. In de beginjaren werkten ze enige tijd samen met Gabriëlle Anceaux, die haar werk in de stad en nationaal presenteerde.
Vanaf 1998 hield ze een decennium lang jaarlijks een solo-expositie met sprankelende titels als Wait to be seated, the wedding (1998), Empty suits & Worn out jackets (1999), Warm beer/Cold women (2000), Firma List en Bedrog (2001), Painted Ladies (2002), Virgin Reality Room, (2003), Mokkels (2003) en The Feeling to Perform (2008). De meeste exposities waren in de Stadsregio Rotterdam.
Naast haar schilderwerk realiseerde Van Ginneken een serie kunstopdrachten, waaronder een gevelkunstwerk rondom het Prof. Dr. Leo Kannerschool in Oegstgeest. Ze verzorgde ook kunstprojecten van Rotterdam en Den Haag tot Heerlen en Maastricht. Zo presenteerde ze in 2001 in het kader van Rotterdam als Culturele hoofdstad van Europa het Going Dutch project, een initiatief om de stad te transformeren tot een openlucht tentoonstellingsruimte op reuzenformaat. In 2002 was haar werk te zien op de KunstRAI 2002.
Van 2004 tot 2008 was ze als kunstenaar werkzaam in Brussel. Terug in Rotterdam werkte ze enige tijd in de publiciteit, marketing en communicatie bij debatcentrum Arminius onder Anceaux. Ze was daarna werkzaam bij Theater Babel Rotterdam. In de nacht van 3 tot 4 juni 2019 is ze door een noodlottig ongeval om het leven gekomen.

## Exposities (selectie)
- 1993. Schilderijen, tekeningen, objecten van Liesbeth van Ginneken, het Tongerlohuys Roosendaal.[6]
- 1994. Tien Hotelkamers met 26 kunstenaars, Rotterdam Hilton.[4]
- 1999. Kunststukjes, een memoryspel, In Museum Hillesluis Rotterdam.[7]
- 2002. Liesbeth van Ginneken: Painted Ladies, Galerie Mia Joosten Amsterdam.
- 2011. Op uitnodiging, Haagse Kunstkring, Den Haag.
- 2014. Jeux d'esprits bleu, blanc, rouge, Pulchri Studio Den Haag.
- 2015. Painted Ladies : 25-jarige jubileumexpositie, City Art Rotterdam.[8]

## Publicaties, een selectie
- Robbert Roos. "Liesbeth van Ginneken," Kunstbeeld nr. 6-2002